# Eddie Hazel
Eddie Hazel, właściwie Edward Earl Hazel (ur. 10 kwietnia 1950, zm. 23 grudnia 1992) – pionierski i wpływowy gitarzysta wczesnego okresu muzyki funk w Stanach Zjednoczonych.
Urodził się w Brooklynie w Nowym Jorku, dorastał w Plainfield w stanie New Jersey. Zmarł z powodu krwawienia wewnętrznego i niewydolności wątroby.
W 2003 został sklasyfikowany na 43. miejscu listy 100 najlepszych gitarzystów wszech czasów magazynu Rolling Stone.